# کاج سیاه ژاپنی
کاج سیاه ژاپنی (نام علمی: Pinus thunbergii) نام یک گونه از سرده کاج است.